# Cantó de Châteaubriant
El cantó de Châteaubriant (bretó Kanton Kastell-Briant) és una divisió administrativa francesa situat al departament de Loira Atlàntic a la regió de Loira Atlàntic, però que històricament ha format part de Bretanya.

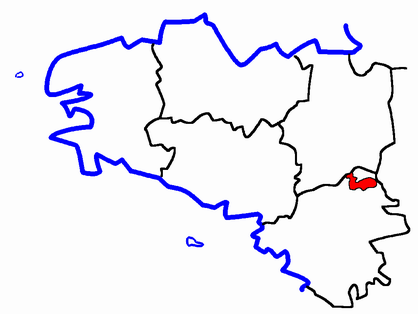
Situació del cantó

## Composició
El cantó aplega 4 comunes: 
| Nom francès              | Nom bretó               | Població | km²    | Codi Postal | Codi INSEE |
| Châteaubriant            | Kastell-Briant          | 12.065   | 33,62  | 44110       | 44036      |
| Ruffigné                 | Ruzinieg                | 603      | 33,63  | 44660       | 44148      |
| Saint-Aubin-des-Châteaux | Sant-Albin-ar-C'hestell | 1.312    | 47,56  | 44110       | 44153      |
| Soudan                   | Saoudan                 | 2.007    | 53,82  | 44110       | 44199      |
| Cantó                    | Kastell-Briant          | 15.987   | 168,63 | -           | 4408       |

## Història
| Data d'elecció                           | Identitat      | Partit        | Qualitat |
| ---------------------------------------- | -------------- | ------------- | -------- |
| 1994-2008                                | Jean Seroux    | UDF           |          |
| 2008-                                    | Bernard Douaud | Divers droite |          |
| les dades anteriors no són pas conegudes |                |               |          |
|                                          |                |               |          |